# Zaytoven
Xavier Lamar Dotson (né le 12 janvier 1980, connu sous le nom de Zaytoven, est un producteur de disques américain originaire d'Atlanta, en Géorgie. C'est un producteur emblématique de la trap d'Atlanta et plus généralement du hip-hop américain des années 2010. Il est l'auteur de nombreux projets collaboratifs avec des artistes tels que Gucci Mane, Usher, Future, Young Dolph, Migos, Lecrae, Lil Yachty, Chief Keef, Young Scooter, B.o.B, Boosie Badazz, Waka Flocka Flame, Jack Harlow ou encore La Fève

## Jeunesse
Xavier Lamar Dotson passe beaucoup de temps à l'église pendant son enfance, son père étant prédicateur lorsqu'il n'était pas en service dans l'armée. Il apprend à jouer de différents instruments au sein des groupes de l'église qu'il fréquente et se découvre rapidement une passion pour le piano et l'orgue,.
Il découvre le rap au collège par le biais d'un ami. Il apprend à produire de la musique en parallèle du lycée et joue du clavier pendant la mi-temps des matchs de football de son établissement. Lors d'un match, le rappeur JT the Bigga Figga s’intéresse à lui et l'invite à son studio. Il y approfondit ses connaissances de producteurs et commence à composer ses premiers morceaux dédiés au rap.

## Carrière

### Débuts de carrière
Zaytoven se rend régulièrement dans le studio de JT the Bigga Figga pour créer des beats et apprend à utiliser l'équipement du studio. Il commence à vendre des morceaux à JT et à collaborer avec des artistes de la Bay Area tels que Messy Marv et E-40 tout en étant encore au lycée. Lors de sa dernière année, sa famille déménage à Atlanta en Géorgie. Zaytoven décide de rester à San Francisco en Californie pour clore sa dernière année de lycée et continuer de produire pour des rappeurs locaux.
Grâce à quelques économies acquises avec un petit boulot de coiffeur, Zaytoven commence à acheter du matériel de production. Il expédie son équipement à Atlanta et rejoint finalement ses parents. À son arrivée, Il s'inscrit dans une école de coiffure et trouve un emploi dans ce domaine pour financer le reste de son studio. Pendant ses études, un camarade de classe le présente à Gucci Mane, qui deviendra ensuite son bras droit dans sa carrière de producteur.
Zaytoven et Gucci Mane commencent rapidement à travailler ensemble. Ils passent la majeure partie du début des années 2000 à faire de la musique ensemble et à vendre des mixtapes dans des coffres de voitures à Atlanta. Ce n'est qu'en 2005 que les deux amis acquierent une reconnaissance grand public avec le tube Icy . Cette reconnaissance donne à la carrière de Zaytoven l'impulsion nécessaire pour décoller, aboutissant au tube Papers avec Usher en 2010 sur l'album certifié platine : Raymond v. Raymond,.

### Ascension vers la célébrité
Le travail de Zaytoven sur l'album de Usher, Raymond v. Raymond, lui vaut un Grammy Award en 2011 et une réputation sérieuse dans le monde du hip-hop américain. Il commence à travailler avec davantage d'artistes à mesure que sa popularité augmente au sein de la scène rap d'Atlanta. Il contribue à façonner les carrières d'artistes tels qu'OJ da Juiceman, Yung L.A., Yung Ralph, Shop Boyz, Lil Scrappy, Jagged Edge et Gorilla Zoe.
Zaytoven collabore avec le trio de hip-hop Migos. Il produit plusieurs pistes de leur mixtape de 2013, Y.R.N. (Young Rich Niggas), dont le tube Versace, qui a atteint la 53e place du classement Billboard. La collaboration de Zaytoven avec Migos se poursuit sur la mixtape suivante, No Label 2, sorti le 25 février 2014.
En 2015, Zaytoven produit pour de nombreux projets, dont Beast Mode de Future. Il travaille également l'album  DS2 la même année.
En juillet 2016, Zaytoven produit ou co-produit sept chansons sur le premier album de Gucci Mane depuis sa sortie de prison, Everybody Looking. Dans le même mois, The Perfect LUV Tape de Lil Uzi Vert sort. Il contient 2 morceaux produits par Zaytoven : Money Mitch et SideLine Watching (Hold Up).
En 2017, Zaytoven participe à la production d'un grand nombre de projets tels que Mr. Davis de Gucci Mane, Issa de 21 Savage, Culture de Migos, Heartless de Moneybagg Yo et I Still Am de Yo Gotti. Zaytoven sort également deux projets indépendants.
Au milieu des années 2010, le rap d'Atlanta domine la scène musicale américaine,,. Zaytoven s'impose comme un producteur incontournable de cette mouvance. Il en tire le surnom de Godfather of Trap,.